# Кристиансен, Свен Эрик
Свен Эрик Кристиансен (англ. Sven Erik Kristiansen; род. 4 февраля 1969, Норвегия) — норвежский рок-музыкант. Наиболее известен как бывший вокалист блэк-метал-группы Mayhem под сценическим псевдонимом «Маньяк» (Maniac).

## Mayhem
Кристиансен присоединился к Mayhem в 1986 году после ухода первого вокалиста группы Мессии (Messiah). По прошествии двух лет Кристиансен также покинул коллектив, его заменил Киттил (Kittil). В 1994 году был выпущен дебютный диск группы De Mysteriis Dom Sathanas, уже после смерти Евронимуса (гитарист, один из создателей Mayhem) и самоубийства Дэда (вокалист в период с 1988 по 1991 годы). Проект был заморожен на неопределённый срок. В 1995 году бывший барабанщик Mayhem Хеллхаммер решили возродить коллектив, в обновлённый состав были приглашены Некробутчер (покинувший группу после гибели Дэда) и Кристиансен, а также новый гитарист — Бласфемер.
Мэниак был известен эксцентричным поведением на сцене — он часто наносил себе увечья (эту же манеру использовал позже Дэд), из-за чего несколько раз попадал в отделение интенсивной терапии. Впоследствии Кристиансен заявлял «…когда мы поняли, что селфхарм стал причиной, ради которой люди стали приходить [на наши концерты], я перестал этим заниматься». Он также отмечал, что группа получила известность далеко за пределами Норвегии.
Кристиансен ушёл из группы в 2004 году, главной причиной было его эксцентричное поведение. В единственном пресс-релизе, посвященному этому событию, он также отметил нехватку времени в качестве одного из факторов своего ухода. В 2016 году Кристиансен вновь выступил с Mayhem во время фестиваля «Inferno» в Осло.

## Личная жизнь
Кристиансен имеет троих детей: двух дочерей (одна из них от Вивиан Слотер) и сына (от бывшей девушки Хильмы). По словам музыканта, с тех пор, как он стал отцом, он стал более рациональным в вопросах образа жизни и менее саморазрушительным.
Кристиансен признавался, что в течение нескольких лет был алкоголиком. По его словам, поворотным моментом отказа от спиртного стал день, когда он обнаружил себя висящим на окне четвертого этажа, совершенно не соображая, как он туда попал. Женат на Вивиан Слотер, басистке и вокалистке японской группы Gallhammer.